# 石门河 (卫河)
石门河，流经中华人民共和国山西省东南部和河南省北部的一条河流，是卫河左岸支流，发源于山西省陵川县东南古郊乡王莽岭，蜿蜒向西南流至河南辉县市九连山景区转东南流，流经上八里镇，于赵固乡三合店村转西南流，至冀屯镇文庄村以东转东南流，经占城镇，于新乡县合河乡范岭村东北汇入卫河。河长54.1千米，流域面积493平方千米。石门河上游两岸山高坡陡，干流出山口后在辉县市上八里镇白古潭村东南至赵固乡大沙窝村西北之间形成了一个山前冲积扇，河道主槽在该区域内被切割成为3~4条宽度不一、深浅各异的河沟，河道及滩地宽达数百米。大沙窝村以下进入平原区，河道为土质河床。